# Harmonilära (musik)
| I denna artikel     |
| används tonnamnen   |
| Bess (B♭) och B.    |
| Se olika skrivsätt. |

Harmonilära är ett delområde inom musikteori. Harmoniläran behandlar harmonier eller ackord, vilka traditionellt brukar definieras som tre eller flera samtidigt klingande toner. Genom att undersöka hur harmonierna är uppbyggda, hur de interagerar med andra harmonier samt med musikaliska element som tonart, melodi och rytm försöker harmoniläran systematisera hur man fortskrider från en samklang till nästa. Harmonilära har nära kopplingar till andra musikteoretiska delområden som satslära, kontrapunkt, arrangering och komposition. Som en del av harmoniläran ingår ett antal olika beskrivnings- och analyssystem för ackord och ackordprogressioner, exempelvis generalbas, steganalys, funktionsanalys och ackordanalys.

## Grundläggande begrepp

### Intervall
Intervall är ett ord för avståndet i tonhöjd mellan två toner. Ordet kommer från latinets intervallum som betyder "mellanrum". Även intervallens namn är försvenskade varianter av latinska räkneord. De benämner antalet toner i en diatonisk skala från intervallets lägsta till dess högsta ton. Varje intervall svarar mot ett visst förhållande mellan tonernas frekvens. Intervallens egenskaper är grunden för hur såväl tonsystem, skalor som harmonier konstrueras. Intervallen upp till och med oktaven kallas:
- Ren prim (noll halvtonsteg, till exempel c-c)
- Överstigande prim (ett halvtonsteg, till exempel c-ciss eller cess-c)
- Liten sekund (ett halvtonsteg, till exempel c-dess)
- Stor sekund (två halvtonsteg, till exempel c-d)
- Liten ters (tre halvtonsteg, till exempel c-ess)
- Stor ters (fyra halvtonsteg, till exempel c-e)
- Förminskad kvart (fyra halvtonsteg, till exempel c-fess)
- Ren kvart (fem halvtonsteg, till exempel c-f)
- Överstigande kvart (sex halvtonsteg, till exempel c-fiss)
- Förminskad kvint (sex halvtonsteg, till exempel c-gess)
- Ren kvint (sju halvtonsteg, till exempel c-g)
- Överstigande kvint (åtta halvtonsteg, till exempel c-giss)
- Liten sext (åtta halvtonsteg, till exempel c-ass)
- Stor sext (nio halvtonsteg, till exempel c-a)
- Liten septima (tio halvtonsteg, till exempel c-bess)
- Stor septima (elva halvtonsteg, till exempel c-b)
- Förminskad oktav (elva halvtonsteg, till exempel c-cess)
- Ren oktav (tolv halvtonsteg, till exempel c-c1)

Större intervall kan ses som någon av dessa plus lämpligt antal oktaver; dessa kallas sammansatta intervall.
Intervallen prim, kvart, kvint och oktav kallas i sin grundform för rena. Om en av tonerna höjs eller sänks ett halvtonsteg så att avståndet mellan tonerna blir större kallas intervallet överstigande. Om en av tonerna höjs eller sänks ett halvtonsteg så att avståndet mellan tonerna blir mindre kallas intervallet förminskat. Primen kan endast vara ren eller överstigande – aldrig förminskad; oavsett vilken av tonerna som sänks eller höjs blir avståndet mellan dem aldrig mindre. Sekund, ters, sext och septima (samt dessa intervalls oktavtranspositioner) är i stället antingen stora eller små. Om avståndet mellan tonerna i ett stort intervall ökas med ytterligare ett halvtonsteg kallas intervallet för överstigande (till exempel överstigande sekund, tre halvtonsteg, c-diss). Om avståndet mellan tonerna i ett litet intervall minskas med ytterligare ett halvtonsteg kallas intervallet förminskat (till exempel förminskad sekund, noll halvtonsteg, c-dessess). Avståndet mellan tonerna i ett förminskat eller överstigande intervall kan ökas eller minskas ytterligare. Intervallet kallas då dubbelförminskat eller dubbelöverstigande och så vidare.
Intervall kan omvändas genom att den lägre tonen transponeras en oktav upp eller genom att den högre tonen transponeras en oktav ned. Detta fungerar endast för intervallen inom oktaven, för ren prim är det egalt vilken av tonerna som antas vara den högre eller lägre.

### Konsonans och dissonans
Intervall, och även mer komplexa samklanger som ackord, brukar delas in i konsonanta och dissonanta. En konsonant klang anses ofta vara mer välljudande än en dissonant klang. Det finns dock avsevärd variation, både historiskt, mellan kulturer och mellan genrer, i vilka klanger som anses konsonanta respektive dissonanta. I den västerländska konstmusiktraditionen har ren prim och ren oktav ansetts vara de mest konsonanta intervallen, följda av ren kvint. Den rena kvarten har växlat mellan att ses som en konsonans och som en dissonans. Kvarten ses som en dissonans i sådana sammanhang där den kan tänkas utgöra en förhållning som löses upp till en ters, oftast när det bildas ett kvartintervall från grundtonen i en klang. Terser och sexter har blivit mer accepterade som konsonanta från slutet av medeltiden. Övriga intervall inom oktaven ses oftast som dissonanser. Behandlingen av dissonanser har varit central i utvecklingen av harmonilära, satslära och kontrapunkt i den västerländska konstmusiken.

### Ackord
Ackord brukar traditionellt definieras som tre eller flera toner som klingar tillsammans. Det är dock inte ovanligt att i dagligt tal tala om tvåklanger som ackord (till exempel ett ackord med utesluten ters). Även om varje samklang av tre eller flera toner teoretiskt sett kan analyseras som ett ackord utgår man oftast från en standardiserad uppsättning ackord som är väl inarbetad i västerländsk konst- och populärmusik.
Ackorden kan benämnas, skrivas och analyseras på flera olika vis:
- Inom ackordanalys får ett ackord sitt namn efter vilken ton som är ackordets grundton.
- Inom steganalys får det namn efter vilket skalsteg grundtonen ligger på i tonartens skala.
- Inom funktionsanalys benämns ackordet efter sin funktion i det musikaliska sammanhanget.
- Inom generalbas utgår man från ackordets baston (som anges med notskrift. Siffror under basstämman anger vilka intervall, räknat från bastonen, som skall bilda ackordet).
- Ackord kan naturligtvis även skrivas med tabulatur eller vanlig notskrift, men här har ackorden inga egna namn. Endast greppet på ett visst instrument (till exempel gitarr) eller ackordets toninnehåll anges.

Det är vanligt att analysera ackord som intervallstaplingar, från en grundton eller en baston. Den grundläggande formen av ackord i den västerländska dur/moll-tonala traditionen är den tersstaplade treklangen. En sådan består av tre toner på tersavstånd från varandra. Tonerna i en tersstaplad treklang benämns grundton, ters och kvint. Ackordet kan beskrivas som två tersintervall – det första från grundtonen till tersen och det andra från tersen till kvinten. Båda dessa tersintervall kan vara stora eller små. Olika kombinationer av stora och små terser ger olika typer av treklanger. Stor ters plus liten ters ger till exempel en dur-treklang medan liten ters plus stor ters ger en moll-treklang. Vissa typer av ackord går endast med svårighet att beskriva som tersstaplingar men dessa kan ofta beskrivas som sammansatta av andra intervall, till exempel som kvartstaplingar. Ackord med fler än tre toner kallas ofta för färgade men kallas även fyrklanger, femklanger och så vidare beroende på hur många toner som ingår i ackordet. Dessa kan också beskrivas som intervallstaplingar och de vanligaste färgade ackorden går att beskriva som tersstaplingar.

#### Grundton och omvändning
De flesta tersstaplade ackord, och även vissa andra ackord, har en grundton. Grundtonen är den ton som ger ackordet dess namn i exempelvis ackordanalys. Den fungerar som referenston för övriga ackordtoner, som får sin karaktär som exempelvis, dur- eller mollters, kvint, septima och så vidare i förhållande till grundtonen. I praktiken behöver en tersstapling inte bestå av endast tersintervall – ackordtonerna kan oktaveras upp eller ned för att skapa en mer spridd klang. Då tonerna i ett tersstaplat ackord ställs upp så att det faktiskt är en ters mellan varje ackordton kommer dock bastonen även att vara ackordets grundton (men i vissa fall, då ackordtoner har uteslutits, kan det finnas mer än en lösning på problemet). Då ett ackord har sin grundton som baston kallas det för grundackord,det kan också sägas vara i grundläge. Ackord med andra toner än grundtonen som baston kallas för omvändningar. Ett ackord som har tersen i basen är i första omvändningen, ett sådant ackord kan även kallas sextackord eller terssextackord. Ett ackord som har kvinten i basen är i andra omvändningen, ett sådant ackord kan även kallas för kvartsextackord. För ackord med fler ackordtoner är fler omvändningar möjliga.

### Dur och moll
En tersstaplad treklang kan vara antingen ett dur- eller mollackord. Det är tersen, räknat från grundtonen som bestämmer om ett ackord är i moll eller dur. En stor ters ger ett durackord medan en liten ters ger ett mollackord. Termerna dur och moll används även om skalor och tonarter där den gemensamma nämnaren är huruvida tersen från skalans eller tonartens grundton räknat är liten eller stor.

## Harmonilärans historia

### Begreppet harmonik och dess ursprung

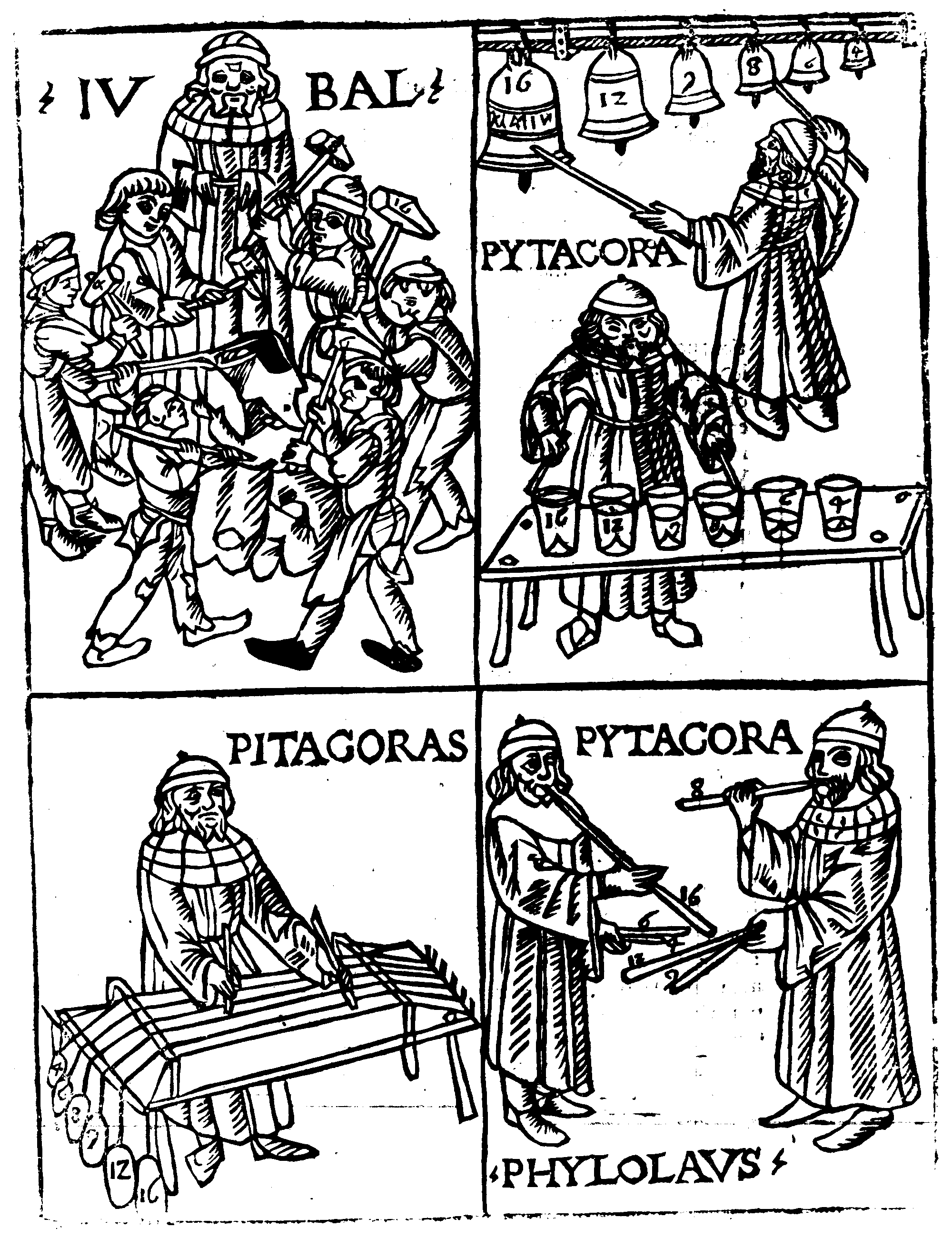
Pythagoras experimenterar med relationen mellan toner, träsnitt från 1400-talet.

Begreppet "harmoni" i sin musikaliska betydelse har sitt ursprung i antikens Grekland, ordet kommer ur det grekiska harmonia. Filosofen Pythagoras, som levde under 500- och 400-talen f.Kr., lär ha fastställt de matematiska sambanden mellan olika toner, det vill säga relationen mellan strängarnas längd vid ett stränginstrument och luftpelarens längd vid ett blåsinstrument. Två toner med ett enkelt matematiskt samband, de konsonanta intervallen prim (1:1), kvart (3:4), kvint (3:2) och oktav (2:1), ansågs bilda en harmoni med varandra (jämför sfärernas harmoni). Dessa intervall utgjorde ramverket för en skala (jämför tetrakord). En skala sågs dock inte i första hand som en tonserie utan som en abstrakt struktur. Samtidigt klingande toner, bortsett från samklangen mellan melodi och bordun, var inte en del av den tidens musikaliska praktik. Begreppet Harmonia användes snarare för att kodifiera relationerna mellan de toner som utgjorde den tonala strukturernas ramverk. Den antika uppfattningen övertogs av den europeiska kyrkomusiken under medeltiden och låg till grund för de principer enligt vilka den första flerstämmiga musiken komponerades.

### Flerstämmighetens framväxt i europeisk musik
Under medeltiden utvecklades flerstämmighet inom den europeiska kyrkomusiken. De tidigast belagda formerna (organum) byggde till stor del på samklanger i kvint, kvart och oktav. Kvinter och kvarter parallellfördes ofta, det vill säga att man sjöng (och/eller spelade) samma melodi på kvart eller kvintavstånd. För att undvika tritonusintervallet (översigande kvart eller förminskad kvint) avstod man ofta från parallellföring eller använde sig av tillfälliga altereringar (se även musica ficta). Stämföringen blev gradvis friare under 1100- och 1200-talen och det blev vanligt med längre melismer i överstämman (eller överstämmorna). Antalet stämmor ökade också, från två upp till så många som fyra stämmor. De första kända fyrstämmiga organumsatserna är från 1100-talets sista år och tillskrivs den franske kompositören Perotinus. I medeltida musikteori refererade begreppet "harmoni" dock fortfarande till två samtidigt klingande toner.

### Harmonikens framväxt
Gradvis började ett samklangstänkande bortom enskilda intervall göra sig gällande, men det var först under renässansen som begreppet "harmoni" började användas om samklanger mellan tre toner. Det blev mer accepterat att även inom kyrkomusiken använda sig av intervall som ters och sext. Detta ledde till att någonting som liknar treklanger, eller ackord i ordets moderna mening, började framträda.  Teoretikern och kompositören Gioseffo Zarlino (1517-1590) var den förste att betrakta treklangen med både ters och kvint som konsonant harmoni och att förklara all flerstämmig musik utifrån dur- och molltreklanger. För att få detta att stämma med tidens uppfattningar om relationen mellan harmoni och enkla matematiska samband förenklade han definitionen av terser och sexter till enklare numeriska förhållanden än i det pythagoréiska systemet. Han ansåg dock att molltreklangen var mindre fullständig än durtreklangen.
Framåt 1500-talet hade en harmonik baserad på treklanger uppstått, men tidens musikteoretiker såg inte treklangerna som självständiga objekt utan som resultatet av stämmornas rörelser. "Harmoni" (eller "harmonik") började redan i början av 1400-talet närma sig den utökade betydelse det har idag där även fortskridandet mellan olika samklanger faller under begreppet. Här spelade dissonansbehandling en viktig roll. Men i kontrapunktlära före 1600-talet sågs dissonans (i sträng sats) fortfarande som en relation mellan två stämmor. Till exempel: En dissonans som uppkommer genom rörelse i en stämma på ett betonat slag skall upplösas (stegvis) av den andra stämman (den nya, betonade, tonen blir "referenston") och en dissonans som uppkommer genom (stegvis) rörelse i en stämma på ett obetonat slag ses som en genomgångsdissonans och bör upplösas av samma stämma.
Under slutet av 1500-talet växte en ny stil fram – Monodin. Denna baserades på melodi med ackordiskt ackompanjemang. Monodin påverkade starkt flera av barockens nya musikformer som oratorium, kantat och opera. Man började notera sådana ackompanjemang med hjälp av generalbas.

### Utvecklingen av det moderna ackordbegreppet

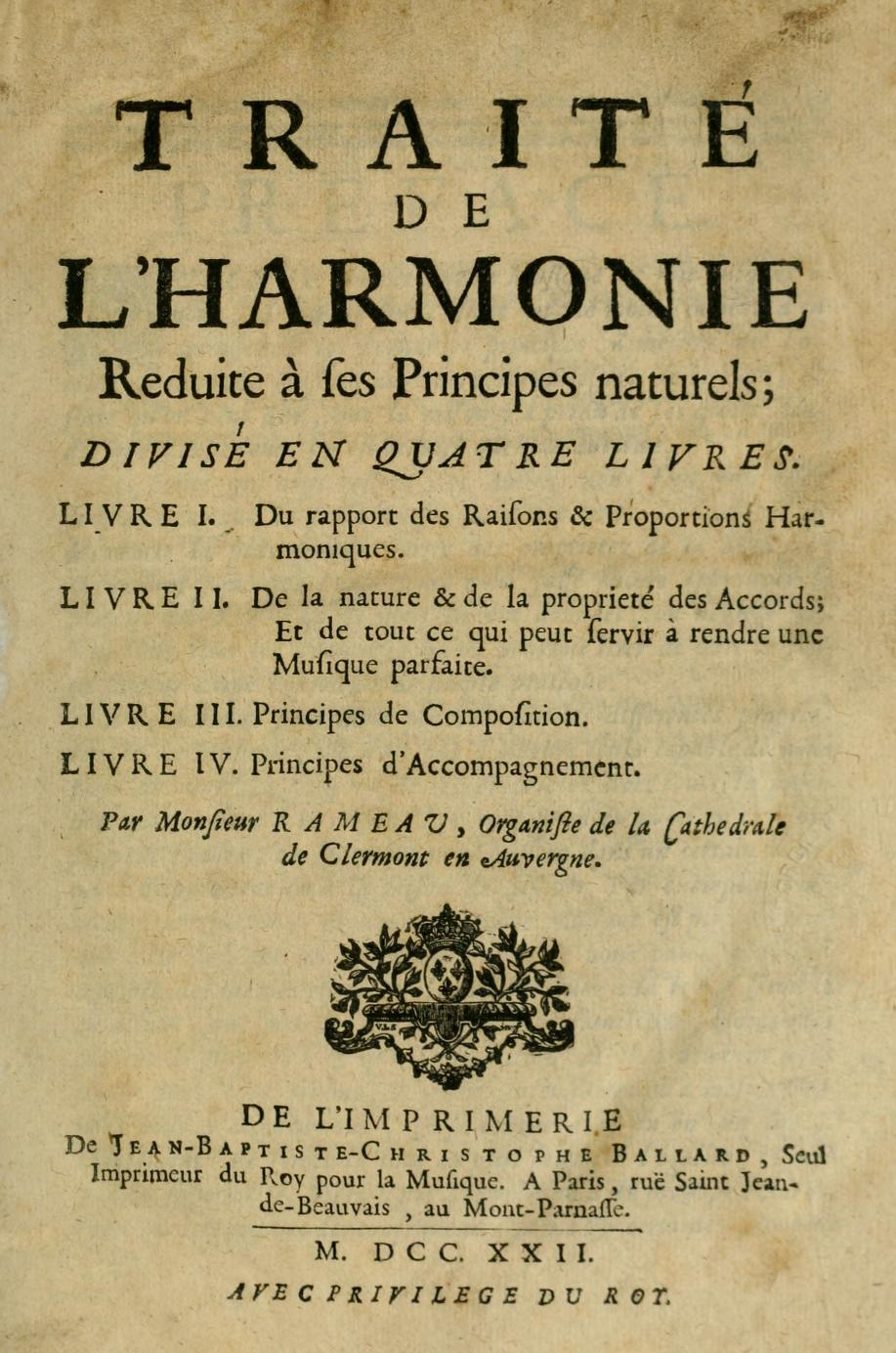
Rameaus Traite de l’harmonie från 1722.

Den harmonilära som utvecklades under 1500-talet låg till grund för 1600-talets generalbaspraxis. Generalbasen var i sin tur en viktig del i utvecklingen mot en mer ackordinriktad harmonilära. Från 1600-talet går man i praktiken mer och mer ifrån den polyfona satsens regler men teoretiskt var teknikerna fortfarande grundade i kontrapunktiska sammanhang och regler. Användandet av generalbas uppmuntrade dock musiker, kompositörer och teoretiker (som ofta var samma personer) att uppmärksamma musikens vertikala strukturer och följder av sådana. Samtidigt försvårade generalbasläran framväxten av tanken om grundtonen som det kännetecknande för ett ackord. Man betraktade visserligen treklangens grundform (det vill säga med grundtonen i basen) som den normala ackordformen. Men omvändningar och andra avvikelser från grundformen (som exempelvis färgningar) betecknades med intervallsiffror (och andra tecken) som angav ackordets uppbyggnad räknat från basstämman.
Den franske kompositören och teoretikern Jean-Philippe Rameau (1683-1764) fick ett stort inflytande på utvecklingen av det moderna ackordbegreppet. Flera senare teorier inom harmoniläran bygger på ett eller annat vis vidare på Rameaus verk. Han argumenterade för att ackordens omvändningar skulle ses som varianter av samma klang och att bastonen i grundläge var att betrakta som grundton (referenspunkten för de övriga ackordtonerna) oavsett omvändning. Rameau var inte den förste att föreslå detta, vad som däremot var nytt i Rameaus verk var att han infogade detta i en övergripande teori om musikaliskt sammanhang. Genom att fokusera på ackordens grundtoner i stället för deras bastoner kunde Rameau systematisera ackordprogressioner på ett vis som var svårt inom generalbasläran. Rameau utvecklade en teknik för att notera och analysera ackordföljder utifrån deras grundtoner genom att notera varje ackords grundton och på så vis få fram en baslinje bestående av ackordens grundtoner, han kallade detta basse fondamentale. Från Rameau har vi även beteckningarna Tonika (franska: Tonique), Dominant (franska: Dominante) och Subdominant (franska: Sousdominante) som har fått en framträdande roll i harmoniläran, exempelvis i Hugo Riemanns funktionslära. Med hjälp av dessa begrepp kunde Rameau ge ackord på olika skalsteg olika vikt i analysen. Rameaus uppfattning om dessa begrepps betydelse skiljer sig dock en del från hur termerna används idag (särskilt inom de områden som stått under tyskt kulturellt inflytande och anammat funktionsläran). I Rameaus teorier var varje septimackord som följdes av ett kvintfall en dominant. I tonarten C-dur vore det exempelvis ingen principiell skillnad mellan det första ackordet i ackordföljden Am7–Dm och det första ackordet i ackordföljden G7–C, båda är dominanter. Ett ackord var en subdominant endast om det var färgat med den tillagda sexten (fr. sixte ajoutée). Även ackordet C6 i tonarten C-dur var alltså subdominantiskt för Rameau. Tillsammans med konceptet grundton och idén ombasse fondamentale samt en hierarkisk indelning av de olika skalstegens relativa vikt kunde Rameau beskriva musikaliska (särskilt harmoniska) sammanhang på ett nytt vis.
Tanken att ett ackord inte bara var en kombination av intervall utan en enhet, som började genomsyra musikalisk praktik redan under 1600-talet och teorin under 1700-talet, hade genomgripande konsekvenser för hur man betraktade dissonans och konsonans. I den harmonilära som gradvis växte fram i Europa från 1500-talet fram till och med 1700-talet kom ackordet (tre eller fyra toner som klingar tillsammans) att ses som grundläggande och som en odelbar enhet. Att ackordbegreppet utvecklades till någonting centralt i harmoniläran ledde till att harmoniskt sammanhang nu sågs som någonting som formade stämmor och stämföring i stället för tvärt om. Till skillnad från i tidigare kontrapunktiskt orienterade harmoniläror, som såg tvåstämmig kontrapunkt som det grundläggande för samklangernas fortskridande, sågs inte ackordet som en slutprodukt utan som primärt och en del av det som låg bakom satsens organisation. Detta påverkade i sin tur synen på dissonanser och dissonansbehandling. Man började skilja mellan dissonanta ackord och ackord med ackordfrämmande toner. Dissonanta ackord är sådana där dissonansen kan förklaras som en del av ackordets struktur (en tersstapling) och där upplösningen av dissonansen sker som en del av en harmonisk progression. Ackord med ackordfrämmande toner är sådana där den dissonanta tonen uppfattas som ett tillägg till ackordet och där upplösningen av dissonansen inte (nödvändigtvis) sker i samband med en harmonisk progression. I 1500-talets polyfoni var det ingen principiell skillnad mellan en kvartdissonans och en septima men i och med skillnaden mellan dissonanta ackord och ackordfrämmande toner i senare teori ses de som olika sorters dissonanser.

## Beskrivnings- och analyssystem för harmonik
Det finns ett antal olika system för beskrivning, analys och notation av ackord samt ackordprogressioner. Av dessa är vissa mer orienterade mot notation och praktiskt musicerande medan andra mest används som analysverktyg. Generalbas och ackordanalys tillhör den förstnämnda gruppen, steganalys och funktionsanalys tillhör den sistnämnda.

### Generalbas

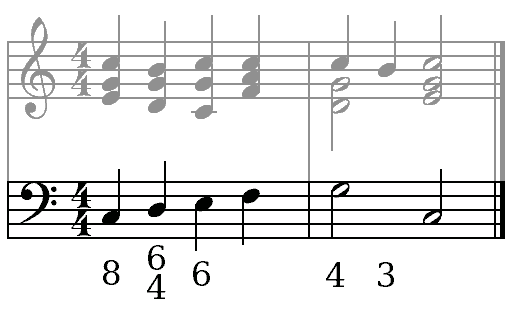
Generalbas med föreslagen realisering.

Generalbas är ett slags notskrift där man anger ackord i relation till en given baston. Den noteras genom att man sätter till exempel siffror och ibland förtecken över eller under den noterade basmelodin. Symbolerna visa vilka ackordtoner som ska finnas med, oftast genom att ange olika intervall räknade från bastonen. Generalbasen användes främst under barocken. Generalbasen anses vara så grundläggande för barockmusik att Hugo Riemann i slutet av 1800-talet stiftade termen "Generalbasszeitalter" när han menade vad vi idag kallarbarocken. Det kom sig av att generalbasen är så spridd; mycket få musikstycken från perioden mellan omkring 1600 till cirka 1780 är tänkta att framföras utan den.

### Ackordanalys
Ackordanalys är en form av musiknotation där bokstäver, siffror samt vissa andra symboler används för att beteckna ackord. Ackordbeteckningarna kan sedan kombineras för att notera harmoniska förlopp. Ackordanalys skrivs ofta ut ovanför ett notsystem, exempelvis med sång- eller melodistämmor och även ovanför en sångtext. Ackordanalys kan ofta ersätta ackompanjemangsnoter för instrument såsom gitarr, bas och piano, och kan ge musikern större frihet än vad noter ger.
Ackordanalysen är en bokstavsnotation där bokstäverna C, D, E, F, G, A och B används för att ange ackordets grundton; dessa motsvarar stamtonerna c, d, e, f, g, a och b. För att skriva ett ackord med en härledd ton som grundton (till exempel tonen ciss eller dess) sätts ett förtecken ut efter ackordbokstaven. För höjda toner används ♯ (korsförtecken) och sänkta toner skrivs med ett ♭ (b-förtecken).
Till skillnad från andra sätt att skriva ackord är ackordanalysens system oberoende av tonart och därmed också av ackordets harmoniska funktion. Ackordanalys utgår alltid från det enskilda ackordets grundton och om inget annat anges avses alltid en durtreklang med grundtonen i basen. För att skriva ett mollackord lägger man till bokstaven m efter ackordbokstaven och eventuella ♯ eller ♭. För att skriva ackord med fler än tre toner samt ackord med överstigande, förminskade eller förhållna ackordtoner används ett till största delen sifferbaserat system. Utgångspunkten är att en siffra efter ackordsymbolen, till exempel 6:an i Gm6, anger den tillagda, förändrade eller förhållna ackordtonens –färgningens – avstånd från grundtonen, men avvikelser förekommer. Eftersom systemet är oberoende av både vilken tonart man befinner sig i och huruvida ackordet är i moll eller dur är det alltid lika långt mellan ett ackords grundton och den ton som siffran anger, i det här fallet (Gm6) en stor sext.

### Steganalys
Steganalysen utvecklades under 1800-talet, framför allt av musikteoretikern Gottfried Weber (1779-1839). I steganalys analyseras ackorden i ett musikstycke utifrån vilket skalsteg i en diatonisk skala som ackordets grundton ligger på, så att varje ackord får namn efter sitt skalsteg. Det ackord som staplas från det första skalsteget kallas ett, ackordet på det andra skalsteget två och så vidare upp till sju. Ackorden noteras i analysen med romerska siffror: I (ett), II (två), III (tre), IV (fyra), V (fem), VI (sex), VII (sju). Ofta skrivs mollackord med gemener och durackord med versaler. I ett musikstycke i tonarten C-dur (där skalan är en c-durskala) kommer ackordet C heta I, ackordet Dm heta ii (ibland IIm eller II–) och så vidare.

### Funktionsanalys

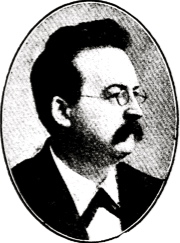
Hugo Riemann, som utvecklade funktionsanalysen.

Funktionsanalysen bygger på funktionsläran som utvecklades av den tyske musikteoretikern Hugo Riemann (1849-1919). Riemann publicerade sina teorier i någorlunda slutgiltig form i Vereinfachte Harmonielehre 1893.. Funktionsanalysen är utvecklad för musik i dur/moll-tonalitet, det vill säga västerländsk konstmusik mellan cirka 1700-1900 samt visharmonik, och beskriver de harmoniska relationerna i sådan musik. Funktionsanalysen används mestadels i europeisk musikteori, framför allt i länder som stått under tyskt kulturellt inflytande. I övriga världen används ofta den snarlika steganalysen. Steganalysen var tillsammans med den franske musikteoretikern Jean-Philippe Rameaus (1683-1764) verk en av Riemanns utgångspunkter när han konstruerade sin teori.
I funktionsläran beskrivs harmoniken som funktioner i en tonart. Detta innebär att varje ackord i sitt musikaliska sammanhang anses ha en av tre funktioner i det harmoniska förloppet, dessa tre funktioner kallas tonika, subdominant och dominant. Tonikan (T) är den treklang som kan staplas från tonartens grundton (till exempel ackordet C i tonarten C-dur), den är det ackord som bär på minst spänning och som ackordprogressionerna i ett musikstycke tenderar att röra sig mot. Subdominanten (S) och dominanten (D) är treklangerna på skalans fjärde respektive femte ton (ackorden F och G i tonarten C-dur). Dessa förhåller sig till tonikan på olika vis, där den främsta skillnaden är att dominanten anses ha en starkare tendens att leda till tonikan. Andra tonartsegna ackord än de på skalans första, fjärde och femte steg ses som ställföreträdare för någon av de tre huvudtreklangerna tonika, subdominant och dominant, då de anses ha samma harmoniska funktion. 
Funktionsanalysen betecknas med så kallade funktionsbokstäver, symboler och siffror enligt en viss syntax.

### Fotnoter
1. ↑  Hall, Lennart. ”Harmonilära”. ne.se. http://www.ne.se.ezproxy.ub.gu.se/lang/harmonilära. Läst 23 februari 2011. Beskriver kopplingen till satslära, arrangering och komposition. Tar även upp beskrivnings/analyssystemen generalbas, steganalys, funktionsanalys och ackordanalys.
2. 1 2 3  Bonniers musiklexikon, uppslagsord: Intervall.
3. ↑  Sadie & Latham (1987) s. 16-17
4. ↑  Sadie & Latham (1987) s. 17
5. ↑  Eriksson, Ola. ”Ackord”. ne.se. http://www.ne.se.ezproxy.ub.gu.se/lang/ackord. Läst 18 april 2011. Skriver att ackord inom dur/moll-tonal musik ofta är tersstaplingar. Kallar dur- och molltreklangen "de två grundläggande ackordstyperna".
6. ↑  ”Treklang”. ne.se. http://www.ne.se.ezproxy.ub.gu.se/lang/treklang. Läst 2011-0418. Artikeln tar endast upp tersstaplingar: "tre toner, som normalt ligger på tersavstånd".
7. ↑  ”Triad (music)”. britannica.com. http://www.britannica.com/EBchecked/topic/674966/triad. Läst 19 april 2011. Artikeln använder de engelska benämningarna root (grundton), third (ters) och fifth (kvint).
8. ↑  ”Treklang”. ne.se. http://www.ne.se.ezproxy.ub.gu.se/lang/treklang. Läst 2011-0418. Anger att S3+L3=durtreklang och L3+S3=molltreklang. Tar även upp överstigande och förminskade treklanger.
9. ↑  Rushton, Julian. ”Root (ii)”. Grove Music Online. http://www.oxfordmusiconline.com.ezproxy.ub.gu.se/subscriber/article/grove/music/23804. Läst 21 april 2011. Beskriver hur tonerna i ett ackord kan arrangeras i terser och att grundtonen då blir baston. Tar upp problemet med tvetydiga resultat då man återinfört uteslutna ackordtoner för att skapa en tersstapling.
10. 1 2 3  ”Grundton”. ne.se. http://www.ne.se.ezproxy.ub.gu.se/lang/grundton. Läst 18 april 2011. Tar upp termerna grundackord, första omvändningen och andra omvändningen.
11. ↑  Whittall, Arnold. ”Inversion”. The Oxford Companinon to Music. http://www.oxfordmusiconline.com.ezproxy.ub.gu.se/subscriber/article/opr/t114/e3461. Läst 21 april 2011. Tar upp tredje omvändningen för septimackord.
12. 1 2  Sohlmans musiklexikon, uppslagsord: harmonik (avsnitt A1)
13. ↑  Dahlhaus, Carl. ”Harmony – 1. Historical definitions” (på engelska). Grove Music Online. http://www.oxfordmusiconline.com.ezproxy.ub.gu.se/subscriber/article/grove/music/50818. Läst 28 januari 2011. Skriver om begreppets ursprung i antikens Grekland (harmonia) samt om att begreppet inte beskrev samtidigt klingande toner utan en abstrakt struktur som var ramverket för en skala. Tar upp att antikens teorier togs över av medeltidens musiklärde.
14. ↑  Bonniers musiklexikon, uppslagsord: Organum; Perotinus.
15. ↑  Dahlhaus, Carl. ”Harmony – 1. Historical definitions” (på engelska). Grove Music Online. http://www.oxfordmusiconline.com.ezproxy.ub.gu.se/subscriber/article/grove/music/50818. Läst 28 januari 2011. Skriver att harmonibegreppet gällde två samtidigt klingande toner under medeltiden.
16. ↑  Dahlhaus, Carl. ”Harmony – 1. Historical definitions” (på engelska). Grove Music Online. http://www.oxfordmusiconline.com.ezproxy.ub.gu.se/subscriber/article/grove/music/50818. Läst 28 januari 2011.Beskriver harmonibegreppets utvidgning från två samtidigt klingande toner under medeltiden till tre under renässansen samt anger att Zarlino var den förste att betrakta treklangen som konsonant men var tvungen att förenkla definitionen av terser och sexter.
17. ↑  La Motte, Diether de; (övers. Martin Tegen) (1981). Epokernas harmonik: en harmonilära. Bromma: Ed. Reimers. sid. 74. Libris 7637855. ISBN 91-7370-063-0 Skriver att Zarlino var första att förklara flerstämmig musik utifrån treklanger samt att Z såg molltreklangen som mindre fullkomlig.
18. ↑  Dahlhaus, Carl. ”Harmony – 1. Historical definitions” (på engelska). Grove Music Online. http://www.oxfordmusiconline.com.ezproxy.ub.gu.se/subscriber/article/grove/music/50818. Läst 28 januari 2011. Beskriver hur fortskridandet mellan olika samklanger blir en del av begreppet harmoni (engelska harmony i källans text) under 1400-talet.
19. ↑  Dahlhaus, Carl. ”Harmony – 2(iii) Basic concepts: Dissonance” (på engelska). Grove Music Online. http://www.oxfordmusiconline.com.ezproxy.ub.gu.se/subscriber/article/grove/music/50818. Läst 28 januari 2011. Beskriver synen på dissonans som en relation mellan två stämmor i sträng sats (strict writing) före 1600-talet.
20. 1 2 3  Bonniers musiklexikon, uppslagsord: Harmonilära
21. ↑  Dahlhaus, Carl. ”Harmony – 2(iii) Basic concepts: Dissonance” (på engelska). Grove Music Online. http://www.oxfordmusiconline.com.ezproxy.ub.gu.se/subscriber/article/grove/music/50818. Läst 28 januari 2011. Beskriver hur musikalisk praktik under 1600-talet avlägsnade sig från den polyfona satstekniken men att teorin fortfarande var grundad på dessa principer.
22. ↑  Dahlhaus, Carl. ”Harmony – 3(i) Historical development: To the end of the baroque” (på engelska). Grove Music Online. http://www.oxfordmusiconline.com.ezproxy.ub.gu.se/subscriber/article/grove/music/50818. Läst 28 januari 2011. Beskriver hur generalbasen påverkade utvecklingen av harmoniläran genom att peka ut musikens vertikala strukturer samt genom att avleda uppmärksamheten från grundtonen som kännetecknande för ett ackord.
23. ↑  Bonniers Musiklexikon, uppslagsord: Funktionslära; Harmonilära; Rameau, Jean-Philippe.
24. 1 2  Sohlmans musiklexikon, uppslagsord: Steglära; Weber, Gottfried.
25. ↑  La Motte, Diether de; (övers. Martin Tegen) (1981). Epokernas harmonik: en harmonilära. Bromma: Ed. Reimers. sid. 33. Libris 7637855. ISBN 91-7370-063-0 Nämner Rameau som upphovsmannen till begreppen T. D och S. Beskriver hur hans syn på begreppen skiljde sig från dagens genom en vidare definition av dominanten och subdominantens koppling till kvintsextackordet.
26. ↑  Dahlhaus, Carl. ”Harmony– 2(ii) Basic concepts: Chordal inversion” (på engelska). Grove Music Online. http://www.oxfordmusiconline.com.ezproxy.ub.gu.se/subscriber/article/grove/music/50818. Läst 28 januari 2011.
27. ↑  Dahlhaus, Carl. ”Harmony – 2(iii) Basic concepts: Dissonance” (på engelska). Grove Music Online. http://www.oxfordmusiconline.com.ezproxy.ub.gu.se/subscriber/article/grove/music/50818. Läst 28 januari 2011. Beskriver utvecklingen av synen på ackord från kombinationer av intervall och resultatet av stämföringsregler på 1600-talet till primära enheter som formade satsen på 1700-talet, samt hur denna teoretiska utveckling förebådades av musikalisk praktik under 1600-talet. Hävdar att detta fick genomgripande konsekvenser för synen på dissonans och konsonans. Beskriver skillnaden mellan dissonanta ackord (dissonant chord), där dissonansen kan inordnas i tersstaplingen och upplöses genom harmonisk progression, och ackord med ackordfrämmande toner (notes foreign to the chord), där dissonansen ses som ett tillägg till ackordet och vanligtvis upplöses inom samma harmoni.
28. ↑  Dahlhaus, Carl. ”Harmony – 2(i) Basic concepts: The chord” (på engelska). Grove Music Online. http://www.oxfordmusiconline.com.ezproxy.ub.gu.se/subscriber/article/grove/music/50818. Läst 28 januari 2011.
29. ↑  Eriksson, Ola. ”Ackord”. ne.se. http://www.ne.se.ezproxy.ub.gu.se/lang/ackord. Läst 18 april 2011. Anger att systemen generalbasnotation, ackordsymboler, funktionsbeteckningar och stegbeteckningar används "i första hand". Beskriver generalbas och ackordbeteckningar som avsedda för "praktiskt musicerande", funktions- och stegbeteckningar som avsedda för "musikanalytiska sammanhang".
30. ↑  Bonniers Musiklexikon, uppslagsord: Funktionslära; Riemann, Hugo. Sohlmans musiklexikon, uppslagsord: Funktionslära.
31. ↑  Bonniers Musiklexikon, uppslagsord: Harmonilära. Om funktionsanalysens tillämplighet.
32. ↑  Bonniers Musiklexikon, uppslagsord: Funktionslära; Harmonilära; Rameau.
33. 1 2  Bonniers Musiklexikon, uppslagsord: Funktionslära.
34. ↑  Bonniers Musiklexikon, uppslagsord: Tonika, Subdominant och Dominant.

### Webbkällor
- ”Grundton”. ne.se. http://www.ne.se.ezproxy.ub.gu.se/lang/grundton. Läst 18 april 2011.
- Hall, Lennart. ”Harmonilära”. ne.se. http://www.ne.se.ezproxy.ub.gu.se/lang/harmonilära. Läst 23 februari 2011.
- ”Harmony”. Grove Music Online. http://www.oxfordmusiconline.com.ezproxy.ub.gu.se/subscriber/article/grove/music/50818. Läst 28 januari 2011.
- Rushton, Julian. ”Root (ii)”. Grove Music Online. http://www.oxfordmusiconline.com.ezproxy.ub.gu.se/subscriber/article/grove/music/23804. Läst 21 april 2011.
- ”Treklang”. ne.se. http://www.ne.se.ezproxy.ub.gu.se/lang/treklang. Läst 18 april 2011.
- ”Triad (music)”. britannica.com. http://www.britannica.com/EBchecked/topic/674966/triad. Läst 19 april 2011.
- Whittall, Arnold. ”Inversion”. The Oxford Companinon to Music. http://www.oxfordmusiconline.com.ezproxy.ub.gu.se/subscriber/article/opr/t114/e3461. Läst 21 april 2011.